# Malcolm McDowell
Malcolm McDowell, született Malcolm John Taylor (Horsforth, 1943. június 13. –) brit színész.
A Ha… (1968) és a Mechanikus narancs (1971) című, klasszikussá vált filmdrámák főszereplőjeként tett szert világhírnévre.

## Élete
Malcolm John Taylor néven Horsforthban, West Riding of Yorkshire-ban született. Anyja Edna McDowell szállodás, apja Charles Taylor kocsmáros volt. Hárman voltak testvérek, nővére Gloria, húga Judy. Előbb szülei kocsmájában dolgozott, majd kávékereskedő lett. Tanulmányait a Londoni Zeneművészeti Akadémián végezte. Mint színész első alkalommal 1964-ben a televíziós sorozatban, a Crossroadsban jelent meg, első nagyjátékfilmje 1968-ban a Ha… volt. Leghíresebb szerepei 1971-ben Alex főszerepe Stanley Kubrick Mechanikus narancsában (A Clockwork Orange) és 1979-ben a Caligula botrányfilmben voltak. A Clockwork Orange-ban betöltött szerepére McDowellt Golden Globe-díj-ra jelölték. 1993-ban együtt játszott Tahnee Welch és Huth Granttel az Éjszakai vonat a pokolba című thrillerben. 2007-ben csatlakozott John Carpenter Halloween darabja remake-jéhez dr. Sam Loomis pszichiátert alakítva, az elhunyt Donald Pleasence helyett. A Star Trek: Nemzedékekben játszotta a tudós dr. Sorant, aki megöli Kirk kapitányt a film végén. A South Park sorozat Nagy remények című epizódjában egy apró megjelenése volt történetíróként. 2009 decemberében Corey Taylor Snuff című kisfilmjében szerepelt. 2011 novembere óta mindössze a Fangoria havonta egyszer 45 perces rádiójáték-novella sorozatban, a Holtidő történetekekben szerepel. 2012 márciusában csillagot kapott a Hollywood Walk of Fame-en film kategóriában (a Hollywood Boulevard, 6714. alatt).

### Magánélete
1975-től 1980-ig Margot Bennett színésznővel voltak házasok. Második felesége 1980 és 1990 között Mary Steenburgen színésznő volt. Ebből a házasságból két gyermeke született, Lilly McDowell (1981–) színésznő és a színész Charlie McDowell (1983–). 1991 óta Kelley Kuhr a neje. Ebből a házasságból még három gyermeke született. A család a kaliforniai Ojaiban él.
McDowell Alexander Siddig színész nagybátyja, aki dr. Julian Bashirt alakította a Star Trek: Deep Space Nine sorozatban.
Az 1980-as évek elején McDowellt alkohol- és a kokain-elvonókúrán kezelték.

## Filmográfia

### Tévéfilmek és sorozatok
| év      | cím                                               | szerep                                                         | megjegyzés                               |
| 1976    | Laurence Olivier Presents: The Collection         | Bill                                                           |                                          |
| 1978    | She Fell Among Thieves                            | Richard Chandos                                                |                                          |
| 1985    | Gulag                                             | The Englishman                                                 | tévéfilm                                 |
| 1986    | Monte Carlo                                       | Christopher Quinn                                              | minisorozat                              |
| 1983    | Faerie Tale Theatre's Piroska és a farkas         | Reginald Von Lupin / The Wolf                                  |                                          |
| 1991    | Tales from the Crypt                              | Donald Longtooth                                               | "The Reluctant Vampire" epizód           |
| 1994    | Az ember, aki nem tud meghalni                    | Bernard Drake / Ian Morrissey                                  | tévéfilm                                 |
| 1994    | Seasons of the Heart                              | Alfred McGuinness                                              | tévéfilm                                 |
| 1996    | The Great War and the Shaping of the 20th Century | II. Miklós orosz cár, Charles Stockwell, Stephen Graham (hang) | dokumentumfilm                           |
| 1996    | Our Friends in the North                          | Benny Barratt                                                  |                                          |
| 1996    | The Little Riders                                 | Capt. Kessel                                                   | tévéfilm                                 |
| 1996    | Yesterday's Target                                | Holden                                                         | tévéfilm                                 |
| 1996–97 | Pearl                                             | Professor Stephen Pynchon                                      | 22 epizód                                |
| 1997    | Lexx                                              | Yottskry                                                       | "Giga Shadow" epizód                     |
| 1998–99 | Fantasy Island                                    | Mr. Roarke                                                     | 13 epizód                                |
| 2000    | The David Cassidy Story                           | Jack Cassidy                                                   | tévéfilm                                 |
| 2000    | St. Patrick: The Irish Legend                     | Quentin                                                        | tévéfilm                                 |
| 2001    | A tolvajok hercegnője                             | Nottingham seriffje                                            | tévéfilm                                 |
| 2002    | Firestarter: Rekindled                            | John Rainbird                                                  | minisorozat                              |
| 2002    | Shadow Realm                                      | Martin Hudson                                                  | tévéfilm                                 |
| 2005–11 | Törtetők                                          | Terrance McQuewick                                             | 11 epizód                                |
| 2006    | Monk – A flúgos nyomozó                           | Julian Hodge                                                   | "Mr. Monk Goes to a Fashion Show" epizód |
| 2006    | Law & Order: Criminal Intent                      | Jonas Slaughter                                                | "Proud Flesh" epizód                     |
| 2006    | The Curse of King Tut's Tomb                      | Nathan Cairns                                                  | tévéfilm                                 |
| 2007–08 | Hősök                                             | Daniel Linderman                                               | 10 epizód                                |
| 2007    | Háború és béke                                    | Bolkonszkij herceg                                             | minisorozat                              |
| 2008    | Coco Chanel                                       | Marc Bouchier                                                  | tévéfilm                                 |
| 2010–12 | CSI: Miami helyszínelők                           | Darren Vogel                                                   | 3 epizód                                 |
| 2010–13 | A mentalista                                      | Bret Stiles                                                    | 5 epizód                                 |
| 2011–14 | Franklin & Bash                                   | Stanton Infeld                                                 | 40 epizód                                |
| 2013    | Balfékek                                          | Cornwallis professzor                                          | 2 epizód                                 |
| 2014–18 | Mozart in the Jungle                              | Thomas Pembridge                                               | 34 epizód                                |

### Filmek
| év   | cím                                                               | szerep                                                  | megjegyzés              |
| ---- | ----------------------------------------------------------------- | ------------------------------------------------------- | ----------------------- |
| 1967 | Poor Cow                                                          | Billy                                                   | törölt jelenetek        |
| 1968 | Ha…                                                               | Mick                                                    |                         |
| 1970 | Figures in a Landscape                                            | Ansell                                                  |                         |
| 1971 | The Raging Moon                                                   | Bruce Pritchard                                         |                         |
| 1971 | A Clockwork Orange                                                | Alex DeLarge                                            |                         |
| 1973 | O Lucky Man!                                                      | Mick Travis / Plantation Thief                          | ő is írta               |
| 1975 | Royal Flash                                                       | Harry Flashman kapitány                                 |                         |
| 1976 | Aces High                                                         | Gresham                                                 |                         |
| 1976 | Voyage of the Damned                                              | Max Günther                                             |                         |
| 1979 | The Passage                                                       | Von Berkow kapitány                                     |                         |
| 1979 | Caligula                                                          | Caligula római császár                                  |                         |
| 1979 | Time After Time                                                   | H.G. Wells                                              |                         |
| 1980 | Look Back in Anger                                                | Jimmy Porter                                            |                         |
| 1982 | Cat People                                                        | Paul Gallier                                            |                         |
| 1982 | Britannia Hospital                                                | Mick Travis: The Media                                  |                         |
| 1982 | The Compleat Beatles                                              | Narrátor (hang)                                         |                         |
| 1983 | Blue Thunder                                                      | F.E. Cochrane ezredes                                   |                         |
| 1983 | Cross Creek                                                       | Max Perkins                                             |                         |
| 1983 | Get Crazy                                                         | Reggie Wanker                                           |                         |
| 1985 | Artúr a király                                                    | Artúr király                                            |                         |
| 1987 | The Caller                                                        | The Caller                                              |                         |
| 1987 | Buy & Cell                                                        | Warden Tennant                                          |                         |
| 1988 | Naplemente                                                        | Alfie Alperin                                           |                         |
| 1989 | Mortacci                                                          | Edmondo                                                 |                         |
| 1989 | Il Maestro                                                        | Walter Goldberg                                         |                         |
| 1990 | Moon 44                                                           | Major Lee                                               |                         |
| 1990 | Kiborgtanárok                                                     | Dr. Miles Langford                                      |                         |
| 1990 | Maggio musicale                                                   | Pier Francesco Ferraioli                                |                         |
| 1990 | In the Eye of the Snake                                           | Baldwin professzor                                      |                         |
| 1990 | Jezebel's Kiss                                                    | Benjamin J. Faberson                                    |                         |
| 1990 | Disturbed                                                         | Dr. Derrek Russell                                      |                         |
| 1990 | Schweitzer                                                        | Albert Schweitzer                                       |                         |
| 1991 | The Assassin of the Tsar                                          | Timofeyev / Yurovsky                                    |                         |
| 1992 | The Player                                                        | önmaga                                                  |                         |
| 1992 | Chain of Desire                                                   | Hubert Bailey                                           |                         |
| 1993 | Vent d'est                                                        | Smyslovsky tábornok                                     |                         |
| 1993 | Bopha!                                                            | De Villiers                                             |                         |
| 1994 | Cyborg 3: The Recycler                                            | Lord Talon                                              |                         |
| 1994 | Milk Money                                                        | Waltzer                                                 |                         |
| 1994 | Star Trek: Nemzedékek                                             | Dr. Tolian Soran                                        |                         |
| 1995 | Exquisite Tenderness                                              | Dr. Stein                                               |                         |
| 1995 | Dangerous Indescretion                                            | Roger Everett                                           |                         |
| 1995 | Tank Girl                                                         | Kesslee                                                 |                         |
| 1995 | Fist of the North Star                                            | Ryuken                                                  |                         |
| 1995 | Kids of the Round Table                                           | Merlin                                                  |                         |
| 1995 | Sharks of the Red Triangle                                        | narrátor                                                |                         |
| 1995 | Fatal Pursuit                                                     | Bechtel                                                 |                         |
| 1996 | Where Truth Lies                                                  | Dr. Vernon Renquist                                     |                         |
| 1996 | Night Train to Venice                                             | Stranger                                                |                         |
| 1996 | Ringer                                                            | Noel                                                    |                         |
| 1997 | 2103: The Deadly Wake                                             | Captain Sean Murdoch                                    |                         |
| 1997 | Asylum                                                            | Sullivan Rane / Doc                                     |                         |
| 1997 | Hugo Pool                                                         | Henry                                                   |                         |
| 1997 | Mr. Magoo                                                         | Austin Cloquet                                          |                         |
| 1998 | The Fairy King of Ar                                              | Ian                                                     |                         |
| 1998 | The First 9½ Weeks                                                | Francois Dubois                                         |                         |
| 1998 | The Gardener (Also known as Garden of Evil and as Silent Screams) | Ben Carter                                              |                         |
| 1999 | Southern Cross                                                    | Felipe Solano                                           |                         |
| 1999 | Love Lies Bleeding                                                | Malcolm Mead                                            |                         |
| 1999 | Y2K (Also known as Terminal Countdown)                            | General Seward                                          |                         |
| 1999 | My Life So Far                                                    | Uncle Morris MacIntosh                                  |                         |
| 2000 | Gangster No. 1                                                    | Gangster 55                                             |                         |
| 2000 | Island of the Dead                                                | Rupert King                                             |                         |
| 2001 | Stanley Kubrick: A Life in Pictures                               | önmaga                                                  |                         |
| 2001 | Reszkess, Amerika!                                                | Wizard                                                  |                         |
| 2001 | The Void                                                          | Dr. Thomas Abernathy                                    |                         |
| 2002 | Between Strangers                                                 | Alan Baxter                                             |                         |
| 2002 | I Spy                                                             | Gundars                                                 |                         |
| 2002 | The Barber (Also known as Le Barbier)                             | Dexter Miles                                            |                         |
| 2003 | I'll Sleep When I'm Dead                                          | Boad                                                    |                         |
| 2003 | Tempo                                                             | Walter Shrenger                                         |                         |
| 2003 | Inhabited                                                         | Dr. Werner                                              |                         |
| 2003 | The Company                                                       | Alberto Antonelli                                       |                         |
| 2003 | Red Roses and Petrol                                              | Enda Doyle                                              |                         |
| 2004 | Pact with the Devil                                               | Henry                                                   |                         |
| 2004 | Hidalgo                                                           | Major Davenport                                         | stáblistán kívül        |
| 2004 | Evilenko                                                          | Andrej Romanovic Evilenko                               |                         |
| 2004 | Bobby Jones: A Stroke of Genius                                   | O.B. Keeler                                             |                         |
| 2004 | Tempesta                                                          | Paul Valenzin                                           |                         |
| 2004 | In Good Company                                                   | Teddy K - Globecom CEO                                  | stáblistán kívül        |
| 2005 | Rag Tale                                                          | Chairman - Global Media Inc, Richard (The Chief) Morton |                         |
| 2005 | Mirror Wars: Reflection One                                       | Murdock                                                 |                         |
| 2006 | Bye Bye Benjamin                                                  | Mr. Coleman                                             | Short film              |
| 2006 | Cut Off                                                           | James Burton                                            |                         |
| 2007 | The List                                                          | Desmond Larochette                                      |                         |
| 2007 | Exitz                                                             | Percy                                                   |                         |
| 2007 | Never Apologize                                                   | önmaga                                                  |                         |
| 2007 | Halloween                                                         | Dr. Samuel Loomis                                       |                         |
| 2008 | Doomsday                                                          | Kane                                                    |                         |
| 2008 | The Evening Journey                                               | Captain Henry                                           |                         |
| 2008 | Blue Gold: World Water Wars                                       | narrátor                                                |                         |
| 2008 | The Secret Adventures of Mr. Grant                                | Subject/Doctor                                          | stáblistán kívül        |
| 2009 | Halloween II                                                      | Dr. Samuel Loomis                                       |                         |
| 2009 | Suck                                                              | Eddie Van Helsing                                       |                         |
| 2009 | Snuff                                                             | önmaga                                                  | Music video by Slipknot |
| 2010 | Éli könyve                                                        | Lombardi                                                | stáblistán kívül        |
| 2010 | Barry Munday                                                      | Mr. Farley                                              |                         |
| 2010 | Easy A                                                            | Principal Gibbons                                       |                         |
| 2010 | Pound of Flesh                                                    | Professor Noah Melville                                 |                         |
| 2010 | Golf in the Kingdom                                               | Dr. Julian Lange                                        |                         |
| 2010 | Santiago Files                                                    | narrátor                                                |                         |
| 2011 | L.A., I Hate You                                                  | Harold Weintraub                                        |                         |
| 2011 | The Artist – A némafilmes                                         | komornyik                                               |                         |
| 2011 | The Unleashed                                                     | narrátor                                                |                         |
| 2011 | Suing the Devil                                                   | Sátán                                                   |                         |
| 2011 | Psych – Dilis detektívek                                          | Ambassador Fanshaw                                      |                         |
| 2012 | Excision                                                          | Mr. Cooper                                              |                         |
| 2012 | Antiviral                                                         | Dr. Abendroth                                           |                         |
| 2012 | A Green Story                                                     | Barton                                                  |                         |
| 2012 | Vamps                                                             | Vlad Tepish                                             |                         |
| 2012 | Silent Hill – Kinyilatkoztatás                                    | Leonard                                                 |                         |
| 2012 | Reszkessetek, betörők! 5. – Testvérek akcióban                    | Sinclair                                                |                         |
| 2012 | Silent Night                                                      | Sheriff Cooper                                          |                         |
| 2012 | The Philadelphia Experiment                                       | Morton Salinger                                         |                         |
| 2013 | Richard the Lionheart                                             | Oroszlánszívű Richard                                   |                         |
| 2013 | Sanitarium                                                        | Dr. Stenson                                             |                         |
| 2013 | The Employer                                                      | The Employer                                            |                         |
| 2013 | First Platoon                                                     | Rex Necro                                               |                         |
| 2013 | Zombex                                                            | Dr. Soulis                                              |                         |
| 2014 | Tbilisi, I Love You                                               | Mr. M                                                   |                         |
| 2014 | Mischief Night                                                    | Mr. Smiles                                              |                         |
| 2014 | Shock Value                                                       | Edmund Dean Huntley                                     |                         |
| 2014 | Free Fall                                                         | Thaddeus Gault                                          |                         |
| 2014 | Some Kind of Beautiful                                            | Gordon                                                  |                         |
| 2015 | Bereave                                                           | Garvey                                                  |                         |
| 2015 | Lady Psycho Killer                                                | Gerald Portersen                                        |                         |
| 2015 | Dusha shpiona                                                     | Henry                                                   |                         |
| 2015 | Kids vs Monsters                                                  | Boss Monster                                            |                         |
| 2015 | Oceanus: Act One                                                  | Triton (hajókomputer)                                   |                         |
| 2016 | The Black Hole                                                    | Mr. Simms                                               |                         |
| 2016 | Yamasong: March of the Hollows                                    | Lord Geer                                               |                         |
| 2016 | 31                                                                | Murder atya                                             |                         |
| 2017 | Mississippi Murder                                                | McGowan                                                 |                         |
| 2017 | Death Race 2050                                                   | elnök                                                   |                         |
| 2017 | Walk of Fame                                                      | Evan Polus                                              |                         |
| 2017 | Grow House                                                        | Dr. Doobie                                              |                         |
| 2017 | American Satan                                                    | Mr. Capricorn                                           |                         |
| 2017 | Dreams I Never Had                                                | Judge Messner                                           |                         |
| 2018 | Legacy of Fire                                                    | Richard Strauss                                         |                         |
| 2018 | Oceanus: Odyssey One                                              | Dorion Xanthis                                          |                         |
| 2018 | Abnormal Attraction                                               | Boogeyman                                               |                         |
| 2019 | Fair and Balanced                                                 | Rupert Murdoch                                          |                         |

### Rajz- és animációs filmek
| év   | cím                                   | szerep               | megjegyzés      |
| ---- | ------------------------------------- | -------------------- | --------------- |
| 1990 | Boldogan éltek, míg meg nem haltak    | Lord Malice          | tévéfilm        |
| 2004 | Pinocchio 3000                        | Scamboli             |                 |
| 2005 | Dinotópia – Küldetés a Rubin napkőért | Ogthar               |                 |
| 2008 | Volt                                  | Dr. Calico           |                 |
| 2008 | Delgo                                 | Raius                |                 |
| 2009 | Super Rhino                           | Dr. Calico           | kisfilm         |
| 2010 | Tom és Jerry és Sherlock Holmes       | Moriarity professzor | videóra készült |
| 2010 | DC Showcase: Zöld Íjász               | Merlyn               | videókisfilm    |
| 2013 | Meet the Small Potatoes               | Lester Koop          |                 |
| 2013 | Metalocalypse: The Doomstar Requiem   | Vater Orlaag         | tévéfilm        |
| 2015 | Scooby-Doo! Holdszörnyes őrület       | Sly Baron            | videóra készült |

| év        | cím                                             | szerep                                  | megjegyzés                              |
| --------- | ----------------------------------------------- | --------------------------------------- | --------------------------------------- |
| 1993–95   | A bolygó kapitánya                              | Zarm                                    | 2 epizód                                |
| 1994      | Frasier                                         | Dr. Bruga                               | "Give Him the Chair!" epizód            |
| 1994      | Aladdin                                         | Shaman                                  | "Raiders of the lost Shark" epizód      |
| 1994      | Batman: A rajzfilmsorozat                       | Arcady Duvall                           | "Showdown" epizód                       |
| 1996      | Pókember                                        | Abraham Whistler                        | 2 epizód                                |
| 1996      | Biker Mice from Mars                            | Dominic T. Stilton                      | "Once Upon a Time on Mars III" epizód   |
| 1996      | Wing Commander Academy                          | Commodore Geoffrey Tolwyn               | 13 epizód                               |
| 1996–97   | Captain Simian & the Space Monkeys              | Rhesus 2                                | 2 epizód                                |
| 1996–99   | Superman: A rajzfilmsorozat                     | John Corben / Metallo                   | 6 epizód                                |
| 1997      | A varázslatos iskolabusz                        | Mr. McClean                             | "Gets Programmed" epizód                |
| 1999      | The Outer Limits                                | Ship                                    | "The Human Operators" epizód            |
| 2003–04   | Tini titánok                                    | Mad Mod                                 | 2 epizód                                |
| 2004      | ChalkZone                                       | Barney the Encyclocentipedia            | "The Big Blow Up" epizód                |
| 2005      | Az igazság ligája: Határok nélkül               | Metallo / John Corben                   | "Chaos at the Earth's Core" epizód      |
| 2005      | Billy és Mandy kalandjai a kaszással            | Baron Von Ghoulish                      | "Billy and Mandy Save Christmas" epizód |
| 2007      | Robot Chicken: Star Wars                        | Orientation Instructor                  | ismeretlen epizód                       |
| 2007–12   | Metalocalypse                                   | Vater Orlaag / News Anchor / Kloketteer | 37 epizód                               |
| 2008–14   | Phineas és Ferb                                 | Grandpa Reginald "Reg" Fletcher         | 8 epizód                                |
| 2010–12   | Lego: Hero Factory                              | Mr. Akiyama Makuhero                    | 4 epizód                                |
| 2012      | Kung Fu Panda – A rendkívüliség legendája       | Shirong                                 |                                         |
| 2012      | The High Fructose Adventures of Annoying Orange | The Dark Knight                         | "Sir Juice-A-Lot" epizód                |
| 2015      | Jake és Sohaország kalózai                      | Lord Fathom                             | "The Great Never Sea Conquest" epizód   |
| 2015      | Hókusz-pókusz                                   | Flouse (speaking)                       | "A Flouse in the House" epizód          |
| 2015–2016 | TripTank                                        | Priest / Cloud / Fart Philosopher       | 4 epizód                                |
| 2017      | Jeff és az űrlények                             | Zib Zog / Grandfather                   | 3 epizód                                |
| 2017–2018 | Medvetesók                                      | Lampwick professzor                     | 2 epizód                                |
| 2018      | Star Wars: Lázadók                              | Hydan miniszter                         | 2 epizód                                |

### Videójátékok
| év   | cím                                       | szerep                       | megjegyzés        |
| ---- | ----------------------------------------- | ---------------------------- | ----------------- |
| 1994 | Wing Commander III: Heart of the Tiger    | Admiral Geoffrey Tolwyn      |                   |
| 1996 | Wing Commander IV: The Price of Freedom   | Admiral Geoffrey Tolwyn      |                   |
| 1996 | Mummy: Tomb of the Pharaoh                | Stuart Davenport             |                   |
| 1997 | Star Trek Generations                     | Dr. Tolian Soran             |                   |
| 1999 | Superman                                  | Metallo                      |                   |
| 2002 | Superman: Shadow of Apokolips             | Metallo                      |                   |
| 2008 | Fallout 3                                 | President John Henry Eden    |                   |
| 2009 | Command & Conquer: Red Alert 3 – Uprising | EU President Rupert Thornley |                   |
| 2009 | Wet                                       | Rupert Pelham / Mr. Ackers   |                   |
| 2009 | Bolt                                      | Dr. Calico                   |                   |
| 2010 | God of War III                            | Daedalus                     |                   |
| 2011 | Killzone 3                                | Jorhan Brimve Stahl          |                   |
| 2014 | The Elder Scrolls Online                  | Molag Bal                    |                   |
| 2015 | Call of Duty: Black Ops III               | Dr. Monty                    | "Gorod Krovi" DLC |
| 2016 | Call of Duty: Revelations                 | Dr. Monty                    |                   |
| 2018 | The Elder Scrolls Online: Morrowind       | Molag Bal                    |                   |

## Fordítás
- Ez a szócikk részben vagy egészben  a   Malcolm McDowell című német Wikipédia-szócikk ezen változatának fordításán alapul.  Az eredeti cikk szerkesztőit annak laptörténete sorolja fel. Ez a jelzés csupán a megfogalmazás eredetét és a szerzői jogokat jelzi, nem szolgál a cikkben szereplő információk forrásmegjelöléseként.̈
- Ez a szócikk részben vagy egészben  a   Malcolm McDowell című angol Wikipédia-szócikk ezen változatának fordításán alapul.  Az eredeti cikk szerkesztőit annak laptörténete sorolja fel. Ez a jelzés csupán a megfogalmazás eredetét és a szerzői jogokat jelzi, nem szolgál a cikkben szereplő információk forrásmegjelöléseként.